# Liste der deutschen Betriebshöfe (Eisenbahn)
Diese Aufstellung gibt eine Übersicht über aktive Betriebshöfe/Depots für Eisenbahnen in Deutschland. Es handelt sich um Werkstätten für die betriebsnahe Instandhaltung und für die Fahrzeugbehandlung.
| Name des Betriebshofes  | Betreiber                               | Bemerkung/Kürzel                                   |
| ----------------------- | --------------------------------------- | -------------------------------------------------- |
| Aachen                  | DB Regio                                | KA                                                 |
| Augsburg                | Bayerische Regiobahn (BRB)              | Bahnbetriebswerk                                   |
| Basdorf                 | Niederbarnimer Eisenbahn                |                                                    |
| Baunatal-Großenritte    | Hessische Landesbahn (HLB)              |                                                    |
| Berlin-Friedrichsfelde  | S-Bahn Berlin                           |                                                    |
| Berlin-Grünau           | S-Bahn Berlin                           |                                                    |
| Berlin-Lichtenberg      | DB Regio                                |                                                    |
| Berlin-Rummelsburg      | DB Fernverkehr                          |                                                    |
| Berlin-Wannsee          | S-Bahn Berlin                           | BWS                                                |
| Bielefeld-Sieker        | Eurobahn                                |                                                    |
| Braunschweig            | DB Regio                                | HBS                                                |
| Bremen                  | DB Regio                                |                                                    |
| Butzbach                | Hessische Landesbahn                    |                                                    |
| Celle                   | Osthannoversche Eisenbahnen             | Bahnbetriebswerk                                   |
| Chemnitz                | VMS / Alstom                            | Eisenbahnbetriebshof                               |
| Cottbus                 | DB Regio                                | BCS                                                |
| Dortmund Bbf            | DB Regio                                |                                                    |
| Dortmund-Eving          | Siemens Mobility                        | RRX-Instandhaltungswerk                            |
| Dortmund-Spähenfelde    | DB Fernverkehr                          |                                                    |
| Dresden                 | DB Regio                                | DH                                                 |
| Düsseldorf              | DB Regio                                | KD                                                 |
| Duisburg                | Abellio Rail NRW                        |                                                    |
| Eberswalde              | Ostdeutsche Instandhaltungsgesellschaft |                                                    |
| Emden                   | DB Cargo                                | Außenstelle von Seelze                             |
| Endingen am Kaiserstuhl | SWEG                                    | Verkehrsbetrieb Breisgau – Kaiserstuhl             |
| Erfurt                  | DB Regio                                |                                                    |
| Erfurt Ost              | Erfurter Bahn                           | Schienenfahrzeug Servicecenter                     |
| Essen                   | DB Regio                                |                                                    |
| Essingen                | Arverio Deutschland/Stadler Rail        | eröffnet 2019                                      |
| Frankfurt-Griesheim     | DB Regio                                | FF                                                 |
| Frankfurt-Griesheim     | DB Fernverkehr                          | FFG                                                |
| Frankfurt-Griesheim     | Hessische Landesbahn                    |                                                    |
| Frankfurt (S-Bahn)      | DB Regio                                | FF                                                 |
| Freiburg                | DB Regio                                |                                                    |
| Gammertingen            | Südwestdeutsche Landesverkehrs-AG       | Verkehrsbetrieb HzL                                |
| Görlitz                 | Ostdeutsche Instandhaltungsgesellschaft |                                                    |
| Hagen                   | Abellio Rail NRW                        |                                                    |
| Hagen                   | DB Cargo                                |                                                    |
| Halle                   | DB Cargo                                | LH 1                                               |
| Halle                   | DB Regio                                | LH 2                                               |
| Hamburg-Eidelstedt      | DB Fernverkehr                          | AE                                                 |
| Hamburg-Langenfelde     | DB Fernverkehr                          |                                                    |
| Hamburg-Ohlsdorf        | S-Bahn Hamburg                          |                                                    |
| Hamburg-Stellingen      | S-Bahn Hamburg                          | eröffnet 2019                                      |
| Hamburg Elbgaustr       | S-Bahn Hamburg                          |                                                    |
| Hamburg-Tiefstack       | Nordbahn                                | Betriebswerkstatt                                  |
| Hannover                | DB Regio                                |                                                    |
| Hamm-Heessen            | Eurobahn                                |                                                    |
| Hannover-Pferdeturm     | DB Fernverkehr                          |                                                    |
| Hof                     | DB Regio                                | NHO                                                |
| Herne                   | Stadler Rail                            | für VRR                                            |
| Heringsdorf             | Usedomer Bäderbahn                      |                                                    |
| Ingolstadt              | DB Cargo                                | Außenstelle von Nürnberg                           |
| Kaiserslautern          | DB Regio                                | SKL                                                |
| Kaltenkirchen           | AKN Eisenbahn                           | AKTK                                               |
| Karlsruhe               | DB Regio                                | RK                                                 |
| Weinheim                | DB Brn Rhein Neckar Bus                 | VRN BRN                                            |
| Kassel                  | DB Regio                                | FK                                                 |
| Kempten                 | DB Regio                                | MKP                                                |
| Kiel                    | DB Regio                                | AK                                                 |
| Köln Bbf                | DB Fernverkehr                          |                                                    |
| Köln-Deutzerfeld        | DB Regio                                |                                                    |
| Köln-Gremberg           | DB Cargo                                |                                                    |
| Köln-Nippes             | DB Regio (für S-Bahn)                   | eröffnet 2015                                      |
| Köln-Nippes             | DB Fernverkehr                          | eröffnet 2018                                      |
| Königstein              | Hessische Landesbahn                    |                                                    |
| Korbach                 | Kurhessenbahn                           | eröffnet 2018                                      |
| Langweid                | Euco Rail                               | für Go Ahead                                       |
| Leipzig Süd             | DB Regio                                |                                                    |
| Leipzig                 | DB Fernverkehr                          |                                                    |
| Lenggries               | Bayerische Oberlandbahn                 | Bahnbetriebswerk                                   |
| Limburg                 | DB Regio                                |                                                    |
| Ludwigshafen            | DB Regio                                | RL                                                 |
| Magdeburg-Buckau        | DB Regio                                |                                                    |
| Magdeburg               | DB Cargo                                | Außenstelle von Halle                              |
| Mainz-Bischofsheim      | DB Cargo                                | FMB                                                |
| Mainz                   | Vlexx                                   | Wartungsstützpunkt                                 |
| Mannheim Rbf            | DB Cargo                                | RMR                                                |
| Marktredwitz            | Agilis                                  | Betriebswerkstatt                                  |
| Maschen                 | DB Cargo                                |                                                    |
| Meiningen               | Süd-Thüringen-Bahn                      |                                                    |
| Michelstadt             | VIAS                                    | für Odenwaldbahn                                   |
| Minden                  | Westfalenbahn                           | Bahnbetriebswerk seit 2015                         |
| Mühldorf                | Südostbayernbahn                        | MHF                                                |
| München                 | DB Fernverkehr                          | ICE-Werk                                           |
| München-Pasing          | DB Regio                                | „FIBA“                                             |
| München Steinhausen     | DB Regio (S-Bahn München)               | MH 6                                               |
| Münster (Westf)         | DB Regio                                | EMST                                               |
| Neumark (Vogtland)      | Die Länderbahn                          |                                                    |
| Neumünster              | DB                                      | AN                                                 |
| Neuruppin               | DB Regio                                | WNR                                                |
| Neustrelitz             | Netinera                                |                                                    |
| Niebüll                 | DB Fernverkehr                          | ANB                                                |
| Nürnberg Rbf            | DB Cargo                                | NN 2                                               |
| Nürnberg West           | DB Regio                                | NN 1                                               |
| Oberhausen              | DB Cargo                                | EOB                                                |
| Offenburg               | DB Cargo                                | Außenstelle von Mannheim                           |
| Offenburg               | SWEG                                    | eröffnet 2019                                      |
| Osnabrück               | DB Cargo                                | Außenstelle von Seelze                             |
| Osnabrück-Hafen         | NordWestBahn                            |                                                    |
| Ottenhöfen              | SWEG                                    | Verkehrsbetrieb Ortenau-S-Bahn                     |
| Parchim                 | Ostdeutsche Instandhaltungsgesellschaft | Neubau-Werkstatt östlich des ehemaligen Bw Parchim |
| Pforzheim               | DB Regio Stuttgart                      |                                                    |
| Plochingen              | DB Regio (S-Bahn Stuttgart)             | TP                                                 |
| Pirna                   | ITL Eisenbahngesellschaft               | eröffnet 2013                                      |
| Regensburg              | Agilis                                  | Betriebswerkstatt                                  |
| Rendsburg               | Stadler Rail                            | eröffnet 2024                                      |
| Rheine                  | Westfalenbahn                           | Bahnbetriebswerk                                   |
| Rostock                 | DB Regio                                | WR 1                                               |
| Rostock Seehafen        | DB Cargo                                | Außenstelle von Seddin                             |
| Saarbrücken             | DB Cargo                                | SSH                                                |
| Sangerhausen            | Abellio Rail Mitteldeutschland          |                                                    |
| Schwandorf              | Die Länderbahn                          |                                                    |
| Seddin                  | DB Cargo                                | BSE                                                |
| Seelze                  | DB Cargo                                | HS                                                 |
| Stuttgart-Rosenstein    | DB Regio                                |                                                    |
| Stuttgart-Stadtpark     | DB Regio                                |                                                    |
| Trier                   | DB Regio                                |                                                    |
| Tübingen                | DB Regio                                |                                                    |
| Uelzen                  | Osthannoversche Eisenbahnen             |                                                    |
| Ulm                     | DB Regio                                | Standorte Beringerstr und Am Wall                  |
| Viechtach               | Die Länderbahn                          |                                                    |
| Weil am Rhein           | DB Regio                                |                                                    |
| Wiesbaden               | Hessische Landesbahn                    | eröffnet 2018                                      |
| Zwiesel                 | Die Länderbahn                          | eröffnet 2013                                      |

## Betriebshöfe in Bau
| Name des Betriebshofes | Betreiber | Fertigstellung    |
| ---------------------- | --------- | ----------------- |
| Halle                  | DB Cargo  | 2022, „Kombiwerk“ |
| Gelsenkirchen-Bismarck | CAF       |                   |